# Christian Rimestad (forfatter)
 Der er flere personer med dette navn, se Christian Rimestad.
Christian Rimestad (30. januar 1878 på Frederiksberg – 25. februar 1943) var en dansk oversætter, kritiker og forfatter.
Han var søn af højesteretsassessor og politiker Christian Rimestad og Nathalia f. Westrup og blev student fra Metropolitanskolen 1895 og mag.art. 1903.
Hans egen poesi kunne ikke skjule hans begejstring for den franske digtekunst, som han fulgte tæt gennem sin kritikervirksomhed i aviserne Politiken, København og Nationaltidende. Han skrev sin første litteraturkritiske og historiske bog om Fransk Poesi i det 19. Aarhundrede (1905), sidenhen fulgte Belgiens store digtere i 1915 og en doktordisputats om Baudelaire (1927). Om den samtidige danske lyrik udgav han i 1923 Fra Stuckenberg til Seedorff. Rimestad lavede desuden en række oversættelser af Maurice Maeterlincks tekster.

## Digtsamlinger
- Aftnerne (1905)
- Ilden og asken (1908)
- De høstlige hymner (1910)
- Kærlighedsdigte (1920)
- Elegier og Hymner (1926)

## Priser
- 1922, Otto Benzons Forfatterlegat
- 1927, Drachmannlegatet